# 祝繼志
祝繼志（1532年—？），字汝德，號成吾，浙江紹興府山陰縣人，民籍，明朝政治人物。

## 生平
嘉靖三十四年（1555年）乙卯科浙江鄉試第十三名舉人。嘉靖三十五年（1556年）聯捷丙辰科二甲第四十六名進士。都察院观政，授南京刑部主事，三十九年升员外、郎中，升江西佥事，四十二年升参议，卒于官。

## 家族
曾祖祝涇；祖父祝芹；父祝褅，散官封南京刑部郎中。母茅氏，封太安人。弟祝继恩。